# Illa Henderson
L'illa Henderson és un atol de corall deshabitat situat al sud de l'oceà Pacífic. L'any 1902 va ser annexat a les Illes Pitcairn que eren una colònia del Regne Unit. L'illa Henderson fa 9,6 km de llargada i 5,1 km d'amplada amb una superfície de 37,3 km². Des de 1988 té la categoria de Patrimoni de la Humanitat segons la UNESCO. No s'hi pot practicar l'agricultura i té poca aigua dolça. Té tres platges a la seva part nord i la resta de l'illa presenta penya-segats de fins a 15 m d'alt.

## Història
Les proves arqueològiques mostren que havia estat habitada permanentment per un petit grup de polinesis entre els segles XII i XV.
El 29 de gener de 1606, l'illa Henderson va ser descoberta pel portuguès Pedro Fernandes de Queiros, qui li va donar el nom de San João Baptista. El 17 de gener de 1819 l'illa va ser redescoberta pels britànics.

## Flora

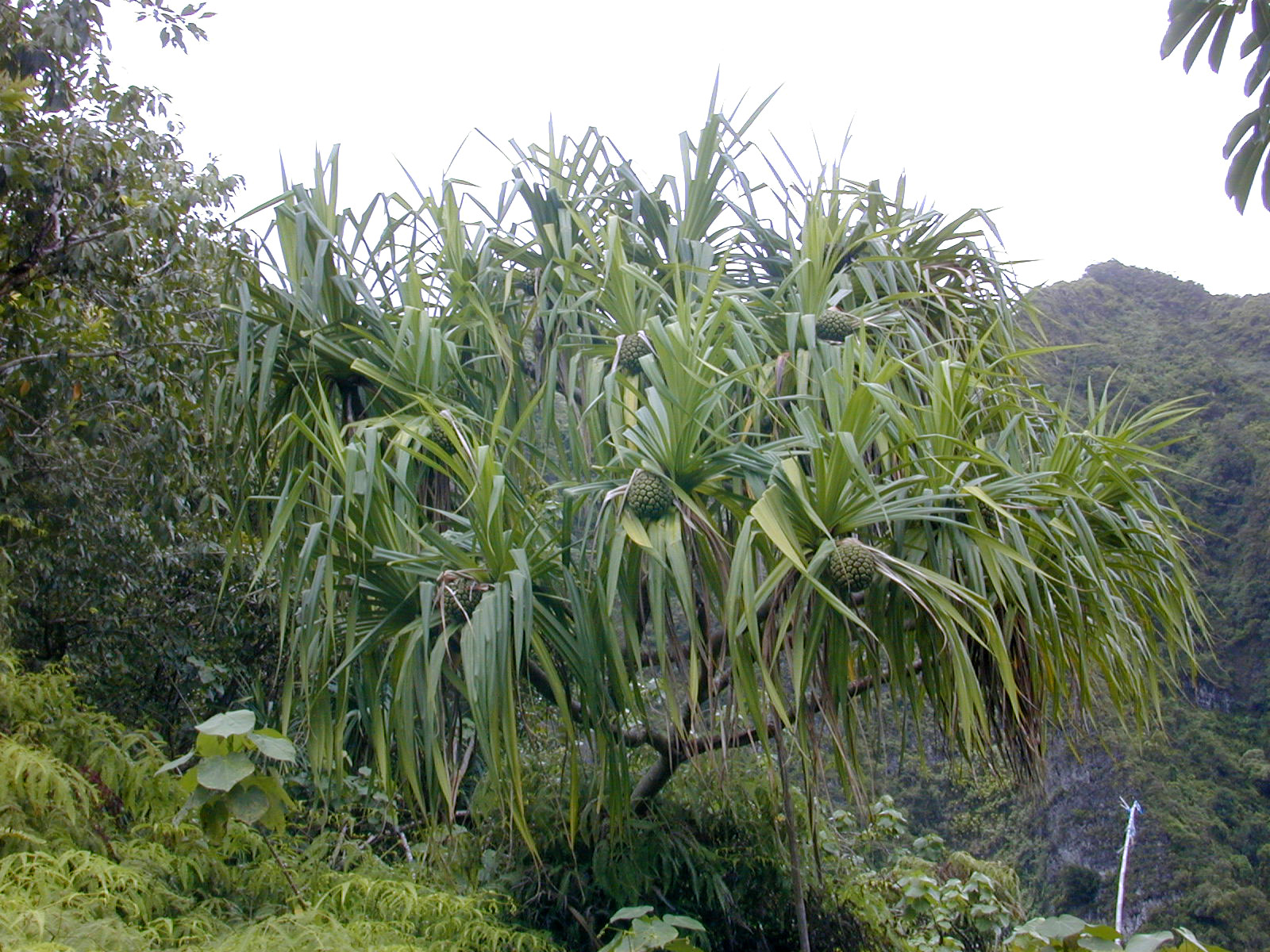
Pandanus tectorius

La vegetació de l'illa no ha estat pràcticament pertorbada. Un bosc baix de 5 a 10 m d'alt cobreix l'illa. Hi ha 51 espècies natives de plantes amb flors, 10 de les quals són endemismes Les espècies arbòries dominants inclouen el cocoter, Pandanus tectorius', Thespesia populnea, Tournefortia argentea, Cordia subcordata, Guettarda speciosa, Pisonia grandis, Geniostoma hendersonense, Nesoluma st.-johnianum, Hernandia stokesii, Myrsine hosakae, i Celtis sp.

## Fauna

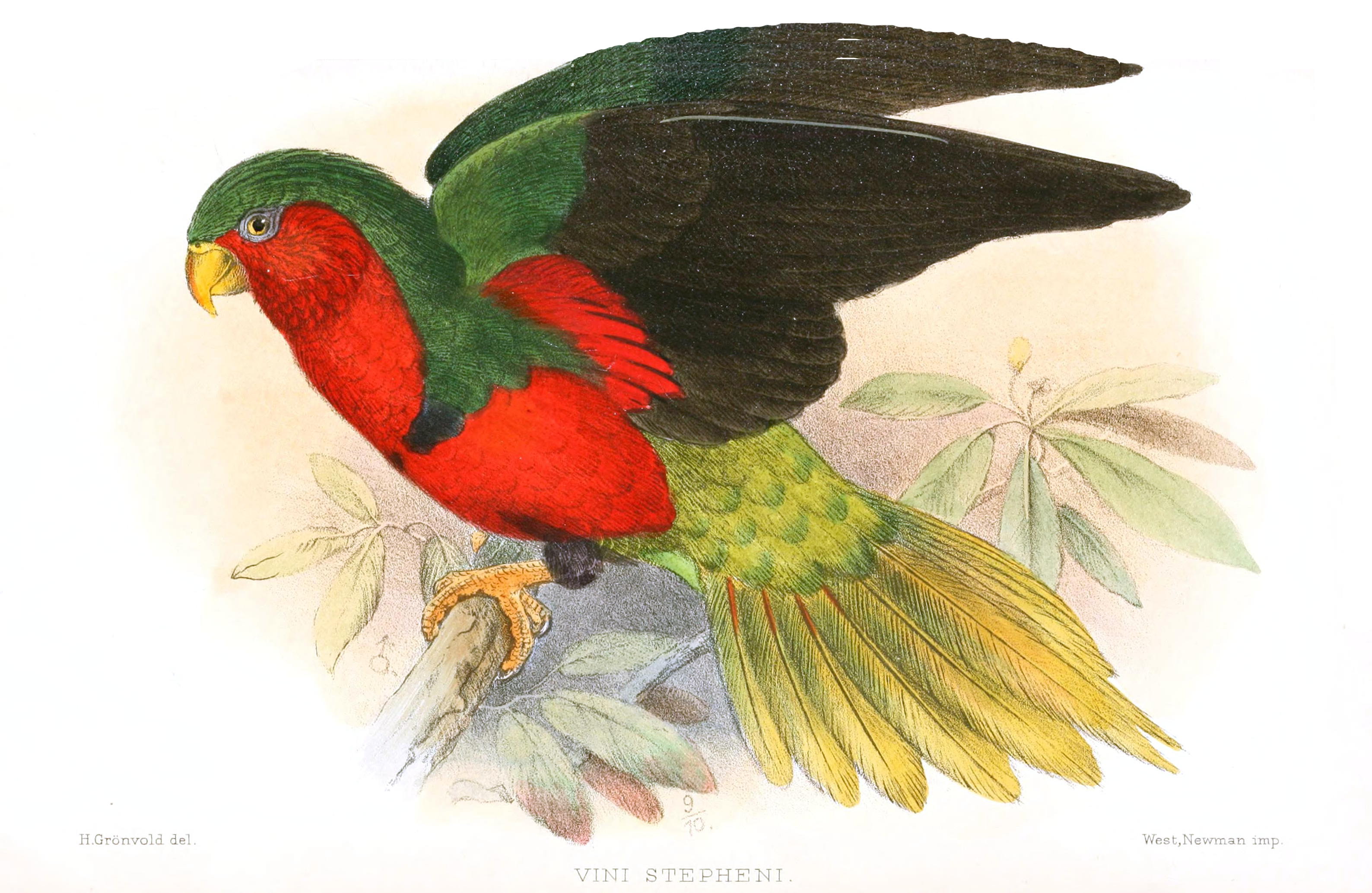
Lloret de Henderson (Vini stepheni), que és endèmic.